# Nélson Luís Kerchner
Nélson Luís Kerchner, o Nelsinho, (São Paulo, 31 de dezembro de 1962) é um ex-futebolista brasileiro.
Disputou 512 partidas pelo São Paulo Futebol Clube.
Atualmente é Coordenador-Técnico do União Futebol Clube de Mogi das Cruzes.

## Carreira
Foi campeão paulista em 1980/1981/1985/1987/1989/1991, campeão brasileiro em 1986/1991 e da Libertadores de 1992 pelo SPFC. Pela Seleção Brasileira de Futebol, fez parte do time brasileiro medalha de prata em 88 e campeão do Panamericano de 1987.
Lateral-esquerdo de alto nível formado nas divisões de base do São Paulo. Era bastante veloz nas decidas para o ataque e cruzava com muito perigo, com força e efeito. Atuou 35 partidas pela Seleção Brasileira de Futebol. Em 1991 foi emprestado para o Flamengo, mas sofreu uma grave contusão no tornozelo, justamente num jogo contra o São Paulo. Nelsinho voltou ao São Paulo, recuperou-se e ajudou o time tricolor a conquistar mais um Brasileirão em 91 e mais um Campeonato Paulista em 91. Fez parte do elenco campeão da Libertadores de 1992.
Em 1992, Nelsinho foi defender o Corinthians, onde não conquistou títulos, mas também não decepcionou. Ele jogou 32 partidas com a camisa alvinegra e marcou três gols. 
No mesmo ano, ele deixou o clube do Parque São Jorge para defender o Kashiwa Reysol, do Japão, onde encerrou sua carreira em 1995, aos 32 anos. 

## Treinador
Iniciou sua carreira de treinador em 2004, quando esteve no comando da Inter de Limeira. 
Em busca do tão sonhado acesso para a Série A3 em 2015, o AD Guarulhos apresentou o Técnico Nelsinho 

## Títulos
São Paulo
- Campeonato Paulista: 1980, 1981, 1985[3], 1987, 1989[5] e 1991
- Campeonato Brasileiro: 1986 e 1991
- Copa Libertadores da América: 1992